# Lernanthropus ilishae
Lernanthropus ilishae is een eenoogkreeftjessoort uit de familie van de Lernanthropidae. De wetenschappelijke naam van de soort is voor het eerst geldig gepubliceerd in 1948 door Chin.